# 大理駅
大理駅（だいりえき/簡体字: 大理站）は中華人民共和国雲南省大理ペー族自治州大理市下関鎮にある中国国鉄昆明鉄路局が管轄する広大線の終着駅である。また、大麗線（大理北線を経由）・大瑞線（建設中）が接続する。